# گل ناز
گل ناز یا خُرفه زینتی، (نام علمی: Portulaca grandiflora) گیاهی گلدار در خانواده خرفه‌ئیان، بومی آرژانتین، اروگوئه و جنوب برزیل است.

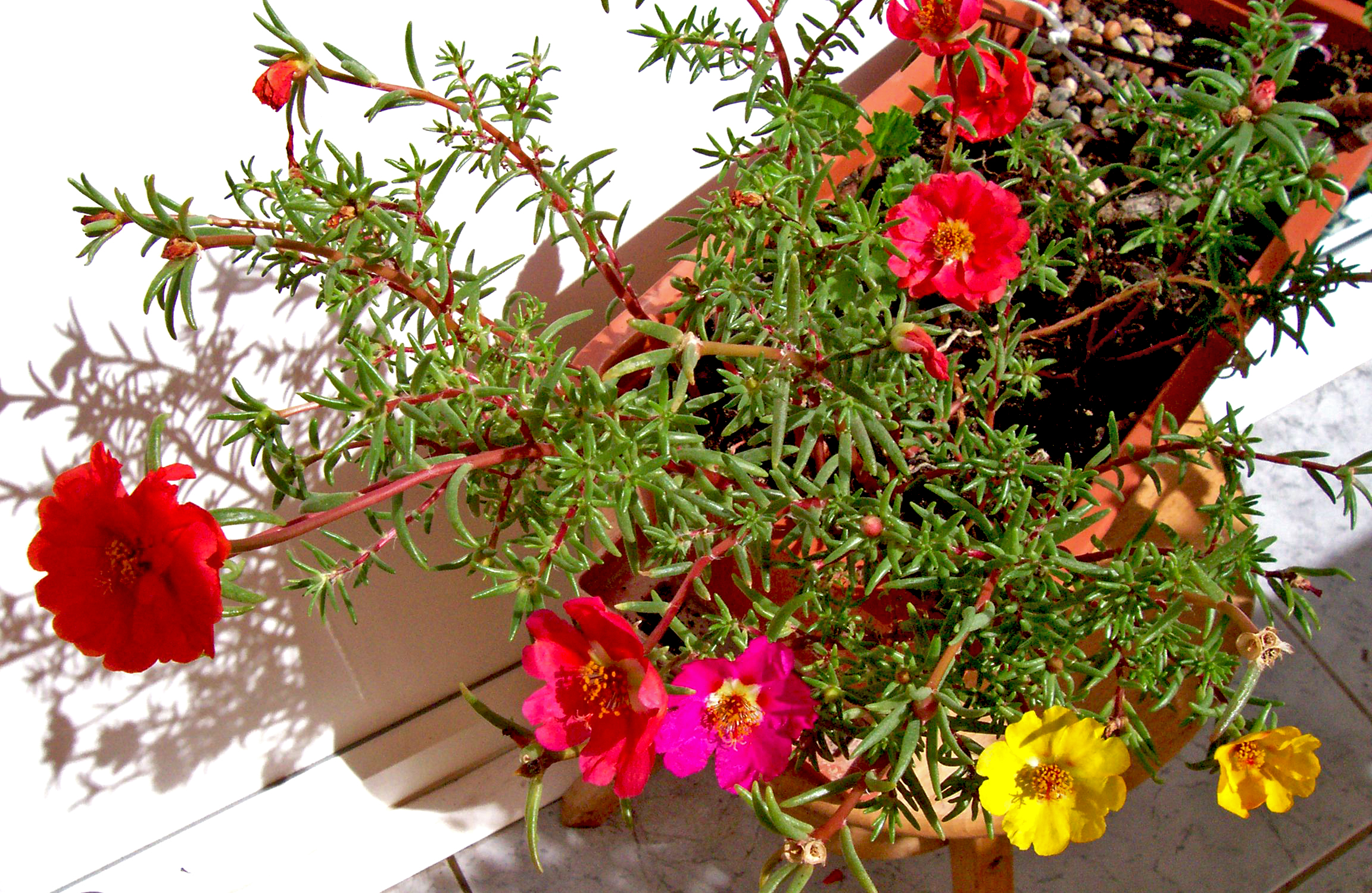
گل ناز